# Münchhausen báró csodálatos kalandjai (film)
A Münchhausen báró csodálatos kalandjai (eredeti cím: Les fabuleuses aventures du légendaire baron de Münchhausen) 1979-ben bemutatott francia rajzfilm, amely Gottfried August Bürger Münchhausen báró kalandjai című regényéből készült. Az animációs játékfilm rendezője és producere Jean Image. A forgatókönyvet France Image írta, a zenéjét Michel Legrand szerezte. A mozifilm a Films Jean Image gyártásában készült, a Shelltrie Distribution forgalmazásában jelent meg. Műfaja kalandos filmvígjáték.
Franciaországban 1979. október 24-én, Magyarországon 1981. március 19-én mutatták be a mozikban, új magyar szinkronnal 2010. április 25-én a Duna TV-n vetítették le a televízióban. E rajzfilm folytatása A szeleniták titka, avagy utazás a Holdra című rajzfilm.

## Rövid tartalom
Münchhausen báró a nagy mesélő és utazó. Egy érdekes kalandja, amikor vadkacsákra vadászott, közben magukkal rántották a kacsák a levegőbe és szájtátva elrepítették. Vacsoravendégei egy kicsit hitetlenkedve hallgatják a bárót. A királytól hamarosan megérkezik a futár és azt kéri, hogy a császárnak vigye el ajándékát. Münchhausen felül a lovára a kutyájával együtt és elindulnak Konstantinápolyba. Ahogy mendegélnek, útközben érdekes alakokkal találkoznak, akiket befogad szolgálatába. Ekkor pedig a báró még nem is tudja, hogy Nyakigláb, Herkules, Hurrikán, Nimród és Vájtfülű mennyire nagyon jó szolgálatokat tesznek neki, sok veszélyes kalandja során.

## Szereplők
| Szereplő                               | Eredeti cím | Magyar hang                      | Magyar hang                        |
| Szereplő                               | Eredeti cím | 1. magyar szinkron (MOKÉP, 1981) | 2. magyar szinkron (Duna TV, 2010) |
| -------------------------------------- | --- | -------------------------------- | ---------------------------------- |
| Münchhausen báró                       | Dominique Paturel | Rátonyi Róbert                   | Szombathy Gyula                    |
| Münchhausen báró                       | Nagy mesélő és nagy utazó báró, a történet főhőse. (A szerepet eljátszott rajzfigura karaktere Hieronymus Carl Friedrich von Münchhausent ábrázolja, aki a valóságban is élt.)                |                                  |                                    |
| Villám (1. szo.) Nyakigláb (2. szo.)   | Michel Modo | Gyabronka József                 | Rajkai Zoltán                      |
| Villám (1. szo.) Nyakigláb (2. szo.)   | A kengyelfutó, aki nagyon gyorsan tud futni. A báró fogadta be utitársnak. |                                  |                                    |
| Herkules                               | Jacques Marin | Vajda László                     | Vass Gábor                         |
| Herkules                               | Bátor ember, aki nagyon erős és izmos. A báró fogadta be utitársnak. (A szerepet eljátszott rajzfigura karaktere egy mondabeli hőst ábrázol.)                                                 |                                  |                                    |
| Orkán (1. szo.) Hurrikán (2. szo.)     | Alexandre Rignault | Gálvölgyi János                  | Hollósi Frigyes                    |
| Orkán (1. szo.) Hurrikán (2. szo.)     | Jó nagy szelet tud fújni. A báró fogadta be utitársnak. |                                  |                                    |
| Nimród                                 | Maurice Chevit | Márton András                    | Bardóczy Attila                    |
| Nimród                                 | Jó látású vadász, aki szemlélő, és nagyon jó a látása. Távolról is jól meglát mindent. A báró fogadta be utitársnak. (A szerepet eljátszott rajzfigura karaktere egy mondabeli hőst ábrázol.) |                                  |                                    |
| Fül-Elek (1. szo.) Vájt-fülű (2. szo.) | Christian Duvaleix | Kovács István                    | Vincze Gábor Péter                 |
| Fül-Elek (1. szo.) Vájt-fülű (2. szo.) | Nagyon jó a hallása. Távolról meghallja a halk hangot is. A báró fogadta be utitársnak. |                                  |                                    |
| Irina (1. szo.) Szeréna (2. szo.)      | Francine Lainé | N/A                              | Mahó Andrea                        |
| Irina (1. szo.) Szeréna (2. szo.)      | A hosszú szőke hajú hableány. |                                  |                                    |
| Fürge                                  | N/A | Szuhay Balázs                    | Melis Gábor                        |
| Fürge                                  | A báró hitszónokú kutyája. |                                  |                                    |
| Szultán                                | Michel Elias | N/A                              | Mikó István                        |
| Szultán                                | Konstantinápoly uralkodója. |                                  |                                    |
| Nagy mamamouchi                        | Olivier Hussenot | N/A                              | Pásztor Erzsi                      |
| Nagy mamamouchi                        | A szultán minisztere. |                                  |                                    |
| Keselyű bíró                           | N/A | N/A                              | Benkő Péter                        |
| Keselyű bíró                           | A madarak bírája. |                                  |                                    |
| Gébics                                 | N/A | N/A                              | Seszták Szabolcs                   |
| Gébics                                 | A keselyű bíró helyettese. |                                  |                                    |

További magyar hangok (2. magyar változatban): Bodrogi Attila, Cs. Németh Lajos, Hegedűs Miklós, Imre István, Izsóf Vilmos, Mahó Andrea (Carina, Hurrikán utokahúga), Papucsek Vilmos (Neptun király), Pethes Csaba, Uri István, Vári Attila, Végh Ferenc (Hajóskapitány)

## Televíziós megjelenések
2. magyar szinkron Duna TV 